# Malcolmia boissieriana
Malcolmia boissieriana är en korsblommig växtart som beskrevs av Saiyad Masudal Saiyid Masudul Hasan Jafri. Malcolmia boissieriana ingår i släktet strandlövkojor, och familjen korsblommiga växter. Inga underarter finns listade i Catalogue of Life.